# 1290

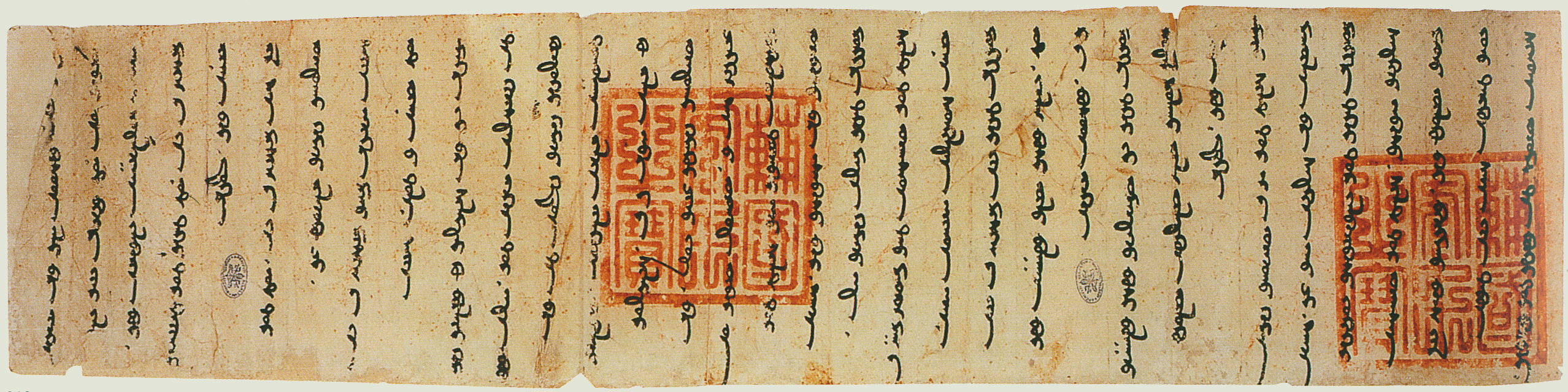
Arghuns brief aan Nicolaas IV

Het jaar 1290 is het 90e jaar in de 13e eeuw volgens de christelijke jaartelling.

## Gebeurtenissen
maart
- 1 - De Universiteit van Lissabon (tegenwoordig universiteit van Coimbra) wordt gesticht.
- 18 - Direct bij het begin van de opstand van Zeeuwse edelen tegen graaf Floris V, draagt Jan van Renesse zijn huis te Renesse met een stuk land eromheen op aan de Vlaamse graaf Gwijde van Dampierre.

juni
- 30 - De toekomstige hertog Jan II van Brabant huwt in Londen met Margaretha van York, dochter van koning Eduard I.

juli
- 10 - Koning Ladislaus IV van Hongarije wordt door de Koemanen vermoord als hij een verbond wil aangaan met de Mongolen.
- 13 - Na een geslaagde coup wordt vizier Jalaluddin Firuz Khalji gekroond tot sultan van Delhi. Hij is de eerste sultan van de Khaljidynastie.
- 18 - Eduard I verbant alle Joden uit Engeland.

december
- 21 - Na de dood van graaf Gerard I van Holstein-Itzehoe wordt het graafschap onder zijn zoons verder verdeeld in Holstein-Plön, Holstein-Pinneberg en Holstein-Rendsburg.
- december - Paus Nicolaas IV zet elect Jan van Nassau van Utrecht af.

zonder datum
- Voor de vierde keer stuurt de Il-khan Arghun een boodschap naar het westen waarin hij aandringt op gezamenlijk militair ingrijpen tegen de mammelukken.
- Karel van Valois geeft zijn aanspraak op het koningschap van Aragon op. Hij trouwt met Margaretha van Anjou, de dochter van Karel II van Napels, die Anjou en Maine als bruidsschat meekrijgt.
- Koeblai Khan valt westelijk Tibet binnen om daar een opstand bloedig neer te slaan.
- Na de dood van Margaretha van Schotland ontstaat in Schotland een felle strijd tussen 13 verschillende troonpretendenten.
- Radu Negru sticht het rijk Walachije. (traditionele datum)
- Singhasari weet Srivijaya volledig uit Java te verdrijven.
- Duisburg wordt verband aan het graafschap Kleef, en verliest daarmee de status van Vrije Rijksstad.
- Bergen krijgt een nieuwe, wijdere stadsmuur.
- Besançon en Goslar worden Vrije Rijkssteden.
- De Universiteit van Macerata wordt gesticht.
- De Orde van Sint-Jacobus wordt ingesteld.
- De bouw van de vesting Akershus wordt begonnen. (jaartal bij benadering)
- Oudst bekende vermelding: Bost, Dorst, Zwaluwe (Hooge en Lage Zwaluwe) (jaartal bij benadering)

## Kunst en literatuur
- De Codex Mariendalensis wordt geschreven, een werk over het leven van Yolande van Vianden en een van de weinige oude teksten in het Luxemburgs. (jaartal bij benadering)

## Opvolging
- Anhalt-Zerbst - Siegfried I opgevolgd door zijn zoon Albrecht I
- Anjou en Maine - Karel II van Napels opgevolgd door zijn dochter Margaretha en dier echtgenoot Karel van Valois
- Baden-Hachberg - Hendrik II opgevolgd door zijn zoons Rudolf I en Hendrik III
- Neder-Beieren - Hendrik XIII opgevolgd door zijn zoons Otto III, Lodewijk III en Stefanus I
- Bosnië - Prijezda II opgevolgd door Stefanus I Kotromanić
- Delhi - Muizuddin Qaiqabad opgevolgd door zijn zoon Kayumars, op diens beurt opgevolgd door Jalaluddin Firuz Khalji
- Hongarije - Ladislaus IV opgevolgd door Andreas III
- Mamelukken (Egypte) - Mansour Seif Eddin Qalawoon opgevolgd door Ashraf Salah Eddin Khalil
- Polen - Hendrik IV Probus opgevolgd door Przemysł II
- Ponthieu - Eleonora van Castilië opgevolgd door haar zoon Eduard
- Silezië-Breslau - Hendrik IV van Polen opgevolgd door zijn neef Hendrik V
- Zwaben - Rudolf II van Oostenrijk opgevolgd door zijn postume zoon Jan Parricida
- Zweden - Magnus I opgevolgd door zijn zoon Birger I onder regentschap van diens moeder Helvig van Holstein

## Afbeeldingen

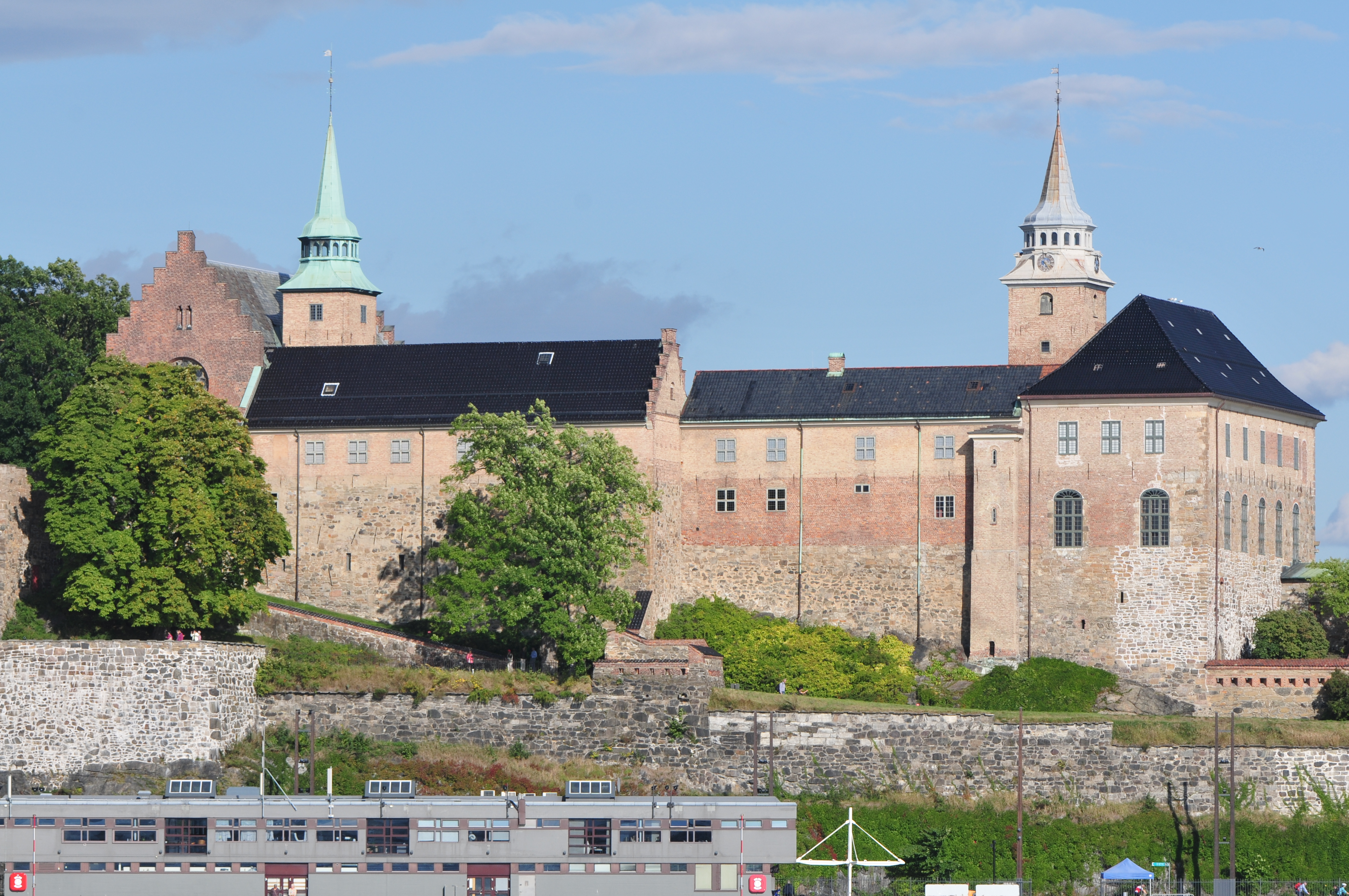
Vesting Akershus
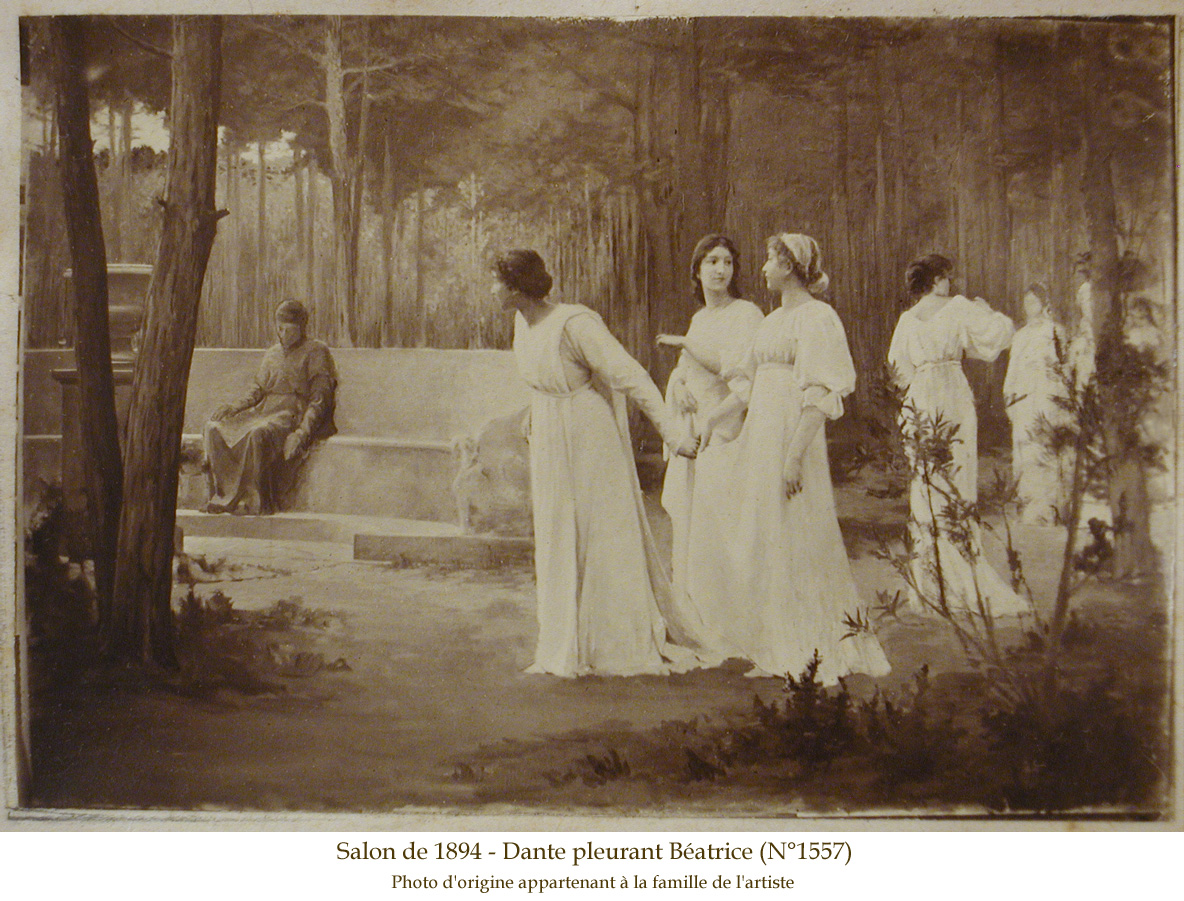
Dante betreurt Beatrice

## Geboren
- 4 augustus - Leopold I van Habsburg, hertog van Oostenrijk
- 15 oktober - Anna van Bohemen, echtgenote van Hendrik van Karinthië
- Buton Rinchen Drub, Tibetaans abt
- Jan Parricida, hertog van Zwaben
- Ambrogio Lorenzetti, Italiaans schilder (jaartal bij benadering)
- Beatrix van Silezië, echtgenote van keizer Lodewijk IV (jaartal bij benadering)
- Hugues Quiéret, Frans staatsman (jaartal bij benadering)
- Margaretha van Bourgondië, echtgenote van Lodewijk X (jaartal bij benadering)
- Willem van Duivenvoorde, Hollands edelman (jaartal bij benadering)

## Overleden
- 28 januari - Dervorguilla van Galloway (~89), Schots edelvrouw
- 3 februari - Hendrik XIII (54), hertog van Beieren
- 10 mei - Rudolf II van Oostenrijk (18), hertog van Oostenrijk (1282-1283) en Zwaben (1283-1290)
- 27 mei - Beatrix van Bohemen, echtgenote van Otto III van Brandenburg
- 8 juni - Beatrice Portinari (~33), muze van Dante Aleghieri
- 18 juni - Lenneke Mare (~19), Brabants kluizenares
- 23 juni - Hendrik IV (~41), groothertog van Polen (1288-1290)
- 10 juli - Ladislaus IV (~27), koning van Hongarije (1272-1290)
- 28 november - Eleonora van Castilië (49), echtgenote van Eduard I van Engeland
- 18 december - Magnus I (~50), koning van Zweden (1275-1290)
- Margaretha (7), koningin van Schotland (1286-1290)
- Muizuddin Qaiqabad (~20), sultan van Delhi (1287-1290)
- Willem I van Boxtel, Brabants edelman